# Hệ động vật châu Âu
Hệ động vật của Châu Âu là tất cả các loài động vật sinh sống ở châu Âu và các vùng biển và hải đảo xung quanh. Vì không có ranh giới địa lý sinh học tự nhiên ở phía đông và nam giữa châu Âu và châu Á, thuật ngữ "hệ động vật của châu Âu" cũng hơi khó nắm bắt. Châu Âu là phần phía tây của Cổ Bắc giới (đến lượt nó là một phần của Holarctic). Nằm trong khu vực ôn đới, (phía bắc của đường xích đạo), nói chung, động vật hoang dã của châu Âu không phong phú như ở các khu vực khác trên thế giới nhưng vẫn đủ đa dạng do sự đa dạng của môi trường sống và sự phong phú về động vật của cả hệ động vật Âu-Á nói chung. Trước khi có sự xuất hiện của con người, hệ động vật châu Âu đa dạng và rộng khắp hơn ngày nay nhiều. Số lượng lớn động vật của châu Âu ngày nay đã giảm nhiều so với số lượng trước đây vốn dĩ của nó. Sự tuyệt chủng Holocen đã làm giảm mạnh số lượng và sự phân bố của các loài động vật lớn. Nhiều loài trong số này vẫn còn tồn tại với số lượng ít hơn, trong khi những loài khác phát triển mạnh ở lục địa phát triển không bị động vật ăn thịt tự nhiên. Nhiều loài khác đã tuyệt chủng.

## Lịch sử
Việc đóng băng trong thời kỳ Băng hà gần đây nhất và sự hiện diện của con người đã ảnh hưởng tới sự phân bố của hệ động vật châu Âu. Về động vật thì nhiều khu vực của châu Âu, đa phần các loài động vật lớn và các loài thú ăn thịt hàng đầu đã bị săn tới tuyệt chủng. Loài voi mamut có lông và bò rừng châu Âu (aurochs) đã tuyệt chủng trước cuối thời kỳ Đá Mới. Ngày nay, chó sói (ăn thịt) và gấu (ăn tạp) đang bị đe dọa tuyệt chủng. Có thời những loài này có mặt trên khắp châu Âu. Tuy nhiên, việc phá rừng đã khiến các loài này mất dần.
Vào thời Trung Cổ thì môi trường sống của các loài gấu chỉ còn trong các vùng đồi núi khó đến với rừng rậm bao phủ. Ngày nay, gấu nâu sống chủ yếu trong bán đảo Balkans, ở Bắc Âu và Nga; một số nhỏ cũng còn ở một số nước châu Âu (Áo, Pyrene, v.v.), tuy thế tại những nơi này số lượng gấu nâu bị phân tán và cho ra rìa vì môi trường sống của chúng bị phá hoại. Ở cực bắc châu Âu, có thể thấy gấu bắc cực. Chó sói là loài phổ biến thứ hai ở châu Âu sau gấu nâu cũng được tìm thấy chủ yếu tại Đông Âu và vùng Balkans.

## Khu hệ động vật
Các loài ăn thịt quan trọng ở châu Âu là mèo rừng Âu Á (Eurasian lynx), mèo hoang châu Âu, cáo (đặc biệt là cáo đỏ), chó rừng (jackal) và các loài chồn marten, nhím Âu, các loại rắn (rắn viper, rắn cỏ...), các loài chim (cú, diều hâu và các loài chim săn mồi). Các loài ăn cỏ quan trọng ở châu Âu là ốc sên, các loài lưỡng cư, cá, các loại chim, các loại động vật có vú, như các loài gặm nhấm, hươu, hoẵng (roe deer), lợn rừng, cũng như con marmot, dê rừng vùng Alps (steinbock), sơn dương (chamois) là những loài sống trong núi. Động vật biển cũng đóng vai trò quan trọng trong hệ động thực vật châu Âu. Thực vật biển chủ yếu là tảo đơn bào trôi nổi (phytoplankton). Các loài động vật quan trọng sống trong môi trường biển châu Âu là giáp xác trôi nổi (zooplankton), động vật thân mềm (molluscs), động vật da gai (echinoderms), các loài tôm, mực ống và bạch tuộc, các loại cá, cá heo, và cá mập. Một số loài sống trong hang như proteus và dơi.

### Các loài thú
Khu hệ động vật có vú châu Âu bao gồm 270 loài, 78 trong số đó là loài đặc hữu của châu Âu (15% trong số chúng bị đe dọa tuyệt chủng và 27% đã được xác định là đang suy giảm). Không có Bộ động vật có vú đặc hữu nào trong khu vực này. Có khoảng 25 loài thú ăn côn trùng sống ở châu Âu (nhím gai châu Âu, nhím bụng trắng phương nam, chuột chù thông thường, chuột chù lùn Á Âu, chuột chũi châu Âu, chuột chũi mù, chuột chù nước Á Âu). Trong số 35 loài dơi ở châu Âu, phổ biến nhất là dơi móng ngựa lớn, dơi móng ngựa nhỏ, dơi móng ngựa Địa Trung Hải, dơi tai chuột lớn, dơi tai chuột nhỏ, dơi Bechstein, dơi Natterer, dơi râu, dơi Daubenton, dơi tai to, dơi tai dài xám, dơi Barbastelle, dơi Serotine, dơi hạt, dơi Pipistrelle thông thường và dơi thông thường.
Các loài gặm nhấm bao gồm một số loài chuột đồng (chuột đồng thông thường, chuột chù đồng, chuột chù thông châu Âu, v.v.), chuột gặt, chuột vườn Hazel, chuột vườn, sóc đỏ, chuột đồng sọc, chuột gỗ, chuột cổ vàng, chuột đen, chuột nâu, chuột nhà, chuột chù nước, Cricetus. Hải ly châu Âu đã bị săn đuổi đến mức gần như tuyệt chủng, nhưng hiện đang được tái xuất hiện trên khắp lục địa. Ba loài thỏ ở châu Âu là thỏ châu Âu, thỏ núi và thỏ rừng châu Âu, thỏ cũng là loài ảnh hưởng đến văn hóa châu Âu.
Các loài thú móng guốc phổ biến ở địa phương và phổ biến khắp châu Âu là lợn rừng (lợn rừng châu Âu), nai sừng tấm (Nai sừng tấm là một loài thú móng guốc phổ biến ở châu Âu), hoẵng châu Âu, hươu đỏ (là loài hươu điển hình của châu Âu), tuần lộc (đặc trưng của vùng Bắc Âu), bò bison châu Âu, Sơn dương Chamois và cừu Argali. Ngày nay, các loài thú ăn thịt lớn (chó sói và gấu) đang có nguy cơ tuyệt chủng. Gấu nâu sống chủ yếu ở bán đảo Balkan, Scandinavia và Nga, một số quần thể nhỏ cũng tồn tại ở các nước khác trên khắp Châu Âu (Áo, Pyrenees,). Ngoài ra, loài sói được tìm thấy ở Dãy núi Scandinavian và gấu Bắc Cực có thể được tìm thấy ở Svalbard.
Sói Á Âu, động vật ăn thịt lớn thứ hai ở châu Âu sau gấu, có thể được tìm thấy chủ yếu ở Đông Âu và Balkan, với nhiều túi khác nhau ở Tây Âu (Scandinavia, Tây Ban Nha). Sói Ý là một loài phụ khác biệt của loài sói được tìm thấy ở bán đảo Ý, đặc biệt là giữa những cá thể ở dãy Apennines. Các loài động vật ăn thịt quan trọng khác của châu Âu là linh miêu Á Âu, linh miêu Iberia (một loài khác biệt, nhưng cực kỳ nguy cấp), mèo rừng châu Âu, cáo (đặc biệt là cáo đỏ), chó rừng châu Âu, chó săn, rái cá Á Âu, chồn châu Âu, lửng Á Âu và các loài khác nhau của Chi Chồn mactet. Chồn châu Âu hiện đã tuyệt chủng phần lớn trong phạm vi của nó do sự du nhập của chồn Mỹ. Loài linh trưởng duy nhất (ngoài con người) là khỉ đuôi dài Barbary được tái xuất hiện, hơn nữa, trong thời tiền sử loài linh trưởng này phân bố rộng rãi hơn ở Nam Âu.

### Hệ chim
Danh sách các loài chim châu Âu dài khoảng 800 loài (445 loài trong số chúng sinh sản ở châu Âu).[Một họ chim, họ chim họa mi (Prunellidae) là loài đặc hữu của vùng Palaearctic. Vùng Holarctic có bốn họ chim đặc hữu khác: họ chim lặn (Gaviidae), gà gô (Tetraoninae), chim ưng (Alcidae) và chim sáp (Bombycillidae). Bên cạnh những loài này, khu hệ động vật châu Âu còn có 9 loài ngỗng (Anser, Branta, trong đó thiên nga là loài chim mang tính biểu tượng), nhiều loài vịt (vịt trời, mòng két, vịt chùm), nhiều loài cò diệc trong bộ Ciconiiformes (cò trắng, cò đen, cò nhỏ, diệc xám, diệc tía, diệc đêm).
Chim săn mồi cũng khá đa dạng (chim ưng biển, đại bàng đuôi trắng, đại bàng vàng, đại bàng lông ngắn, đại bàng đốm, chim ó, chim sẻ phương bắc, chim sẻ, diều đỏ, diều đen, chim ưng, chim cắt Peregrine, chim kestrel thông thường, đại bàng hoàng gia và kền kền ở Nam Âu). Các loài cú bao gồm cú Tawny, cú đại bàng, cú chuồng, cú mèo nhỏ, cú tai ngắn, cú tai dài. Các loài chim gõ kiến Châu Âu phổ biến hơn là chim gõ kiến đốm lớn, chim gõ kiến đốm giữa, chim gõ kiến đầu xám, chim gõ kiến xanh Châu Âu và chim gõ kiến đen. Một số loài chim bờ biển điển hình của châu Âu là chim mỏ vịt, nhiều loài chim mỏ vịt, chim chích chòe, chim chích chòe chung, chim chích chòe lửa, chim cong Âu Á, chim chích chòe chung, chim chích chòe và chim chích chòe.
Khoảng một nửa số loài chim ở châu Âu là các loài chim thuộc bộ chim biết hót. Các loài phổ biến hơn trong số này bao gồm chim sơn ca (chim trời, chim chào mào, chim sơn ca), chim én (nhạn chuồng, chim săn cát, chim cảnh nhà), họ Motacillidae (chim chích chòe, chim đồng cỏ, chim đuôi dài trắng, chim chìa vôi vàng), chim kêu (chim chích chòe lưng đỏ, chim chích chòe xám lớn), chim vàng anh, chim sáo châu Âu, quạ (chim ác là, chó rừng, quạ trùm đầu, chim giẻ cùi Âu Á), gáo cổ trắng, chim hồng tước Á Âu, chim chích Âu Á, chim vàng anh.
Một số chim chích chòe (chim chích sậy, chim chích cói, chim chích bông lau sậy lớn, chim chích chòe than, chim chích chòe than Cetti, chim chích chòe vườn, chim chích chòe, chim chích chòe than trắng, chim chích chòe than), đớp ruồi Cựu Thế giới (chim chích chòe, đớp ruồi đốm, chim sẻ phương bắc, chim chích chòe, chó đá châu Âu), chim sẻ (chim vàng anh,) chim sẻ (chim sẻ nhà, chim sẻ cây), họ chích chòe và Emberiza (chim bìm bịp, chim bìm bịp, chim chích chòe than, chim chích chòe than), họ Bạc má (chim khổng tước, chim khổng tước xanh, chim chích chòe than). Trong số 589 loài chim (trừ chim biển) sinh sản ở đới Palearctic, 40% dành thời gian tránh mùa đông ở nơi khác. Trong số những loài rời đi vào mùa đông, 98% đi du hành về phía nam đến châu Phi.

### Bò sát
Rắn châu Âu bao gồm rắn hổ mang (rắn cỏ, rắn trơn, rắn roi miền tây, rắn lục, rắn Aesculapia), nhiều loài rắn lục-Viperids (rắn châu Âu, rắn mũi cùn, viper Lataste, viper Ursini, asp viper) và một số loài rắn Typhlopid (Typhlops) và trăn (Eryx jaculus). Một số loài thằn lằn phổ biến bao gồm thằn lằn cát, thằn lằn xanh châu Âu, thằn lằn xanh phương Tây, thằn lằn ăn quả, thằn lằn leo tường thông thường, thằn lằn leo tường Iberia, thằn lằn leo tường Ý và những loài khác. Các loài tắc kè chỉ giới hạn ở miền nam châu Âu (tắc kè Moorish, tắc kè nhà Địa Trung Hải). Trong số bảy loài rùa bản địa, phổ biến nhất là rùa ao châu Âu, rùa có nguồn gốc và rùa Hy Lạp.

### Lưỡng cư
Có 75 loài lưỡng cư sống ở châu Âu, 56 loài trong số đó là loài đặc hữu. Hệ động vật lưỡng cư phong phú nhất là ở ở Nam Âu. Một số loài ếch nhái (ếch thông thường, ếch đồng hoang, ếch đầm lầy, ếch bơi, ếch thon), các loài cóc (cóc thông thường, cóc natterjack, cóc xanh châu Âu), các loài ếch cây (ếch cây châu Âu, ếch cây Địa Trung Hải) và một số loài họ Cóc chân xẻng (chân vịt thông thường), loài cóc bà đỡ và loài thuộc họ Cóc tía (cóc bụng vàng, cóc bụng lửa châu Âu) họ Cóc bà mụ (ví dụ cóc bà mù thông thường, 10 loài Địa Trung Hải) sống ở châu Âu. 

### Hệ cá
Châu Âu có 344 loài cá nước ngọt trong đó có khoảng 200 loài trong số đó là loài đặc hữu. Khoảng 277 loài cá đã được du nhập vào châu Âu và hơn một phần ba khu hệ cá hiện tại của châu Âu là bao gồm các loài du nhập, trong khi hơn một phần ba các loài cá nước ngọt của châu Âu có nguy cơ tuyệt chủng, theo dữ liệu mới được công bố bởi Liên minh Bảo tồn Thế giới (IUCN). Các loài cá không có hàm bao gồm cá mút đá, cá mút đá sông, cá đèn biển. Cá mập và cá đuối thuộc họ Rajidae không phổ biến ở các vùng biển châu Âu. Các loài cá tầm đa dạng nhất ở Đông Âu và là một trong những loài cá biểu trưng ở châu Âu.
Các loài cá có xương phổ biến bao gồm cá trích (cá trong họ Alosinae, cá nhám châu Âu, cá trích Đại Tây Dương, cá cơm châu Âu), cá chình (lươn châu Âu, cá chình châu Âu, cá đuối Địa Trung Hải), cá chép (Barbus barbus, cá tuế Âu Á và các loài cá tuế khác, cá chạch, chạch đá, chạch gai, cá chạch... là những loài lớn nhất ở châu Âu, cá tráp bạc và cá trắm và những loài khác thì chiếm hơn 50% các loài cá nước ngọt thuộc bộ này). Một nhóm đa dạng khác là bộ cá vược Perciformes (cá rô Châu Âu, cá rô phi, cá rô đồng, cá bống cát). Các loài cá nước ngọt phổ biến khác bao gồm cá da trơn (cá nheo châu Âu là loài cá da trơn lớn nhất ở châu Âu và cá da trơn Aristotle ít phổ biến hơn), ngoài ra còn cá chó phương Bắc, cá bơn, và những loài khác. Trong đó cá chó (pike) là loài săn mồi dữ dội nhất ở các con sông châu Âu với tốc độ nhanh và đến 90% thức ăn là những con cá có kích thước nhỏ, chúng cũng bắt ăn thêm bất cứ động vật sống nào mà hàm của chúng chộp được, người ta còn gọi cá chó là "sói nước", "sát thủ ao hồ", hay "cá mập nước ngọt".

### Loài không xương
Khoảng 100.000 loài động vật không xương sống (bao gồm cả côn trùng) được biết đến có nguồn gốc từ châu Âu. Sự phong phú của các loài sinh vật biển là lớn nhất ở Địa Trung Hải với 600 loài bọt biển (45% trong số đó là loài đặc hữu), 143 loài da gai đã biết và khoảng 500 loài Cnidarian. Gần 1000 loài Oligochaete (giun có đai sinh dục) sống ở Châu Âu. Có khoảng 1500 loài động vật thân mềm không sống ở biển ở Châu Âu. Hệ động vật biển lại phong phú nhất ở khu vực Địa Trung Hải (2000 loài nhuyễn thể biển), có 22 loài và 3 phân loài của động vật chân bụng đã tuyệt chủng ở châu Âu kể từ năm 1500. Không có loài hai mảnh vỏ nào được biết là đã tuyệt chủng ở Châu Âu kể từ năm 1500.
Hệ động vật phân ngành Nhiều chân chứa 500 loài rết và 1500 loài cuốn chiếu. Trong số các loài giáp xác, có khoảng 900 loài thuộc lớp chân hàm (Maxillopods), 400 loài Ostracod, 1500 loài Isopods, 500 Amphipods và 30 Decapods (ví dụ như tôm càng châu Âu) và nhiều loài khác. Số lượng loài nhện ở châu Âu lên tới 4.113 loài, đây là một điểm thú vị vì châu Âu là xứ ôn đới. Bọ cạp chủ yếu được tìm thấy ở các vùng phía nam của Châu Âu (gồm các chi: Euscorpius, Belisarius, Iurus). 

### Côn trùng
Có khoảng 300 loài Neuropteran, hơn 1000 loài Orthopteran, 150 loài gián và 1000 loài thuộc bộ Cánh lông ở châu Âu. Hệ động vật lưỡng bội bao gồm 12.000 loài Brachycera và 7000 loài Nematocera. Trong số hơn 20.000 loài Hymenoptera có 180 loài kiến. Khoảng 25.000 loài bọ cánh cứng được ghi nhận từ châu Âu (bao gồm khoảng 2600 loài bọ cánh cứng, 700 bọ cánh cứng long não, 1700 bọ cánh cứng lá, 200 bọ rùa, 5.000 bọ cánh cứng khác và 5.000 loài mọt). Khoảng 600 loài bướm và khoảng 8.000 loài bướm đêm sống ở Châu Âu. Ước tính có khoảng 18% tất cả các loài bướm ở châu Âu được coi là dễ bị tổn thương hoặc sắp phải đối mặt với nguy cơ tuyệt chủng.

## Tác động của con người
Sống bên cạnh các dân tộc nông nghiệp trong nhiều thiên niên kỷ, các loài động vật ở châu Âu đã bị ảnh hưởng sâu sắc bởi sự hiện diện và hoạt động của con người. Nguyên nhân chính của sự mất đa dạng sinh học là do thay đổi môi trường sống tự nhiên do sản xuất nông nghiệp thâm canh, xây dựng và các ngành công nghiệp khai thác, khai quặng, khai mỏ, khai thác quá mức sinh cảnh và sự xâm nhập và du nhập của các loài ngoại lai và loài xâm lấn. Ngoại trừ vùng Fennoscandia và miền bắc nước Nga, rất ít khu vực vùng hoang dã chưa được tìm thấy ở châu Âu, ngoại trừ các công viên quốc gia khác nhau. Có hơn 26.000 khu bảo tồn ở Liên minh châu Âu với tổng diện tích khoảng 850.000 km2 (hơn 20% tổng lãnh thổ EU). Có tới 15% diện tích dãy Alps được bảo vệ trong các công viên và khu bảo tồn, cũng như nhiều khu vực ở Carpathians (Vườn quốc gia Retezat).
Các bờ biển của Biển Bắc là nơi có các khu bảo tồn thiên nhiên bao gồm Cửa sông Ythan, Khu bảo tồn Thiên nhiên Fowlsheugh, Quần đảo Farne ở Vương quốc Anh và Công viên Quốc gia Biển Wadden ở Đức. Rừng Białowieża là phần duy nhất còn lại của khu rừng bao la từng trải khắp Đồng bằng Châu Âu. Đồng bằng sông Danube là đồng bằng lớn thứ hai ở châu Âu, (sau đồng bằng sông Volga) và được bảo tồn tốt nhất trên lục địa. Khu bảo tồn thiên nhiên Camargue ở Pháp là một khu bảo tồn thiên nhiên đồng bằng quan trọng khác. Vườn quốc gia Doñana là một công viên quốc gia và là nơi trú ẩn của động vật hoang dã ở Tây Nam của Tây Ban Nha. Đa dạng sinh học được bảo vệ ở Châu Âu thông qua Công ước Bern, đã được Cộng đồng Châu Âu cũng như các quốc gia ngoài Châu Âu ký kết. Liên minh châu Âu đã thông qua mục tiêu đầy tham vọng là ngăn chặn mất đa dạng sinh học vào năm 2010.